# آدم هايوارد
آدم هايوارد (بالإنجليزية: Adam Hayward)‏ هو لاعب كرة قدم أمريكية أمريكي، ولد في 23 يونيو 1984 في ويستمينستير في الولايات المتحدة.

## وصلات خارجية
- آدم هايوارد على موقع مرجع كرة القدم المحترفة.كوم (الإنجليزية)